# Département de Picunches
Le département de Picunches est une des 16 subdivisions de la province du Neuquén, en Argentine. Son chef-lieu est la ville de Las Lajas.
Le département a une superficie de 5 913 km2. Sa population s'élevait à 6 427 habitants en 2001. Selon les estimations de l'INDEC argentin, il comptait 7 164 habitants en 2005.
Le département compte 58 municipalités (municipios).

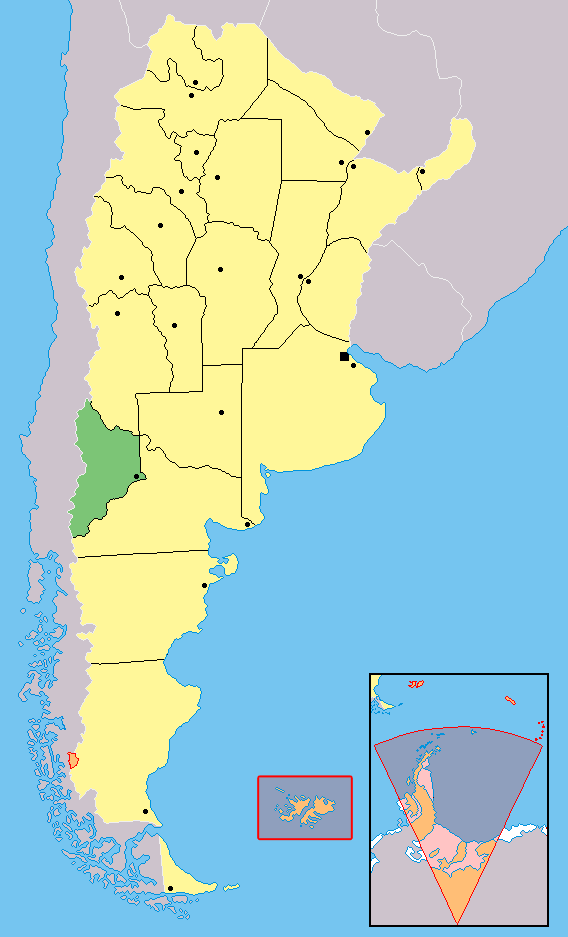
Localisation de la province de Neuquén en Argentine